# رابرت ویرچ
رابرت دبلیو ویرچ (زاده ۱۶ نوامبر ۱۹۴۳) یک سیاستمدار دموکرات آمریکایی از شهرستان کنوشا، ویسکانسین است. او عضو مجلس سنای ویسکانسین است و از سال ۱۹۹۷ به نمایندگی از ناحیه ۲۲ سنای ویسکانسین فعالیت می‌کند. او قبلاً دو دوره از سال ۱۹۹۳ تا ۱۹۹۷ در مجلس ایالتی ویسکانسین خدمت کرده بود.
ویرچ در کنوشا، ویسکانسین به دنیا آمد و تمام زندگی خود را در منطقه کنوشا گذرانده است. او از دبیرستان مری دی برادفورد فارغ‌التحصیل شد و به دنبال راه پدر و پدربزرگش برای کار در کارخانه شرکت برنج آمریکا در کنوشا رفت. ویرچ در حالی که در کارخانه کار می‌کرد، از سال ۱۹۶۵ تا ۱۹۷۱ در نیروهای ذخیره ارتش ایالات متحده نیز ثبت نام کرد. او در دوره‌های شبانه در دانشگاه ویسکانسین پارک ساید شرکت کرد و در سال ۱۹۷۰ مدرک لیسانس خود را گرفت.